# Dicranotropis dimorpha
Dicranotropis dimorpha är en insektsart som först beskrevs av Matsumura 1910.  Dicranotropis dimorpha ingår i släktet Dicranotropis och familjen sporrstritar. Inga underarter finns listade i Catalogue of Life.